# هومي هون (مسلسل)
هومي هون هو مسلسل اجتماعي كوميدي سوري من إنتاج عام 2004، وهو التجربة الإخراجية الوحيدة للفنان باسم ياخور الذي ظهر به ضيفًا في عدة حلقات.

## قصة المسلسل
تقوم قصة المسلسل على عائلة تسمى عائلة الأغباشي والتي تعد من أرقى العائلات في دمشق وتتكون من كبيرة العائلة ثريا ( سلمى المصري) و أختها كرام (مها المصري) وأختها صباح (شكران مرتجى) بالإضافة إلى ابن كرام وهو فخري (باسم عيسى) والذي يدرس الطب خلفا لكبير عائلة الاغباشي المتوفي الطبيب فخري الاغباشي. وأثناء الحلقات الأولى ينضم لهم فيديل (أحمد الأحمد) بتوصية من جارهم الدكتور بهجت (حسن عويتي ) كمقيم بإيجار في المنزل ليتمكن من دراسة الفن المسرحي في المعهد العالي للفنون المسرحية. وأما مايا (ديمة قندلفت) فهي حفيدته للدكتور بهجت وتدرس الأدب الإنجليزي وغالبا ما تمضي وقتها مع عائلة الآغباشي ولهم صديقة تسمى جاكيلين خانم (سلافة عويشق ) و تكرهها أغلب العائلة وبالخصوص فيديل وفخري. تدور أحداث كل حلقة بشكل منفصل عن سابقاتها وبمتوسط نصف ساعة للحلقة الواحدة، ولكن الطابع الفكاهي والكوميدي في تناول قضايا العائلة أو حتى المجتمع المختلفة يوحد بين الحلقات.

## فريق العمل
- تأليف : لبنى مشلح، لبنى حداد .
- إخراج : باسم ياخور .

### الشخصيات الرئيسية
- سلمى المصري : ثريا خانوم
- مها المصري : كرام خانوم
- شكران مرتجى : صباح خانوم
- أحمد الأحمد : فيديل
- باسم عيسى : فخري
- ديمة قندلفت : مايا
- حسن عويتي : الدكتور بهجت
- سلافة عويشق : جاكلين خانوم

### ضيوف الحلقات
- زهير عبد الكريم
- باسم ياخور
- وفاء موصللي
- نادين تحسين بك
- أمل عرفة
- مكسيم خليل
- أندريه سكاف
- هدى الشعراوي
- نزار أبو حجر
- عاصم حواط
- حسام تحسين بيك
- محمود سعيد
- جودي المصري
- صباح بركات
- رنا الأبيض

- سنة الإنتاج : 2004
- اللغة : العربية ، اللهجة السورية
- العرض : عرض لأول مرة على التلفزيون السوري الرسمي